# Hiroshi Aoshima
Pour les articles homonymes, voir Aoshima.
Hiroshi Aoshima (青島 広志), Aoshima Hiroshi, né en 1955, est un compositeur et chef d'orchestre japonais.

## Biographie
Il effectue ses études de composition à l'université des beaux-arts et de musique de Tokyo dont il est diplômé en 1980. Il a écrit un certain nombre d'opéras, d’œuvres chorales, de pièces pour orchestre d'harmonie et divers instruments à vent. Il est à présent professeur à l'université des arts de Tokyo et à l'université de Tsuru. Il est également dirigeant de l'orchestre philharmonique de Kanagawa.

## Œuvres

### Pour orchestre d'harmonie
- 1979 Parade for a Full Band
- 1987 March: Fumon Band Festival 1987

### Pour la scène
- 1981 Ōgon no Kuni, opéra
- 1983 Tasogare wa Ōma no Jikan, opéra
- 1987 Ryū no Ame, opéra

### Pour chœur
- 1983 Taisei Meikashū
- 1984 Mothergooth no Uta
- 1985 Jūippiki no Neko
- 1987 Paul Bunyan
- 1988 Makuranososhi - Momojiri, pour chœur féminin et instruments
- 1988 Children's Crusade, pour chœur mixte, percussions et piano
- 1997 Hitoribotchi no Yorudakara
- Carnival
- Shoka no Junikagetsu
- The Advent Carol
- Yoru dake Mahōtsukai

### Musique de chambre
- 1972? Das Zauberglockchen (variations sur le thème de « La Flûte enchantée »), pour quatre flûtes
- 1983 Kanashimi, pour soprano et ensemble de flûtes à bec alto
  1. Yorokobi
  2. Toritachi no Sanka
- 1985 Onna no Heiwa (Aristophane) pour chœur, flûtes à bec (soprano, alto) et guitare
- 1991 Green Sleeves pour ensemble de flûtes à bec
- 1994 Suite arts décos pour orchestre de mandolines
- 1995 Seven Colored Pieces (Preludes on Seven Key-notes) pour 2 guitares
- 2001 Three Songs pour soprano et flûte à bec alto et guitare

### Piano
- 1985 Laughter at the Mt. Olympus, (4 mains)
- 1991 Old Famous Pictures
- 1997–2000 Mon père l'oie, (4 mains)
- 2003 The Forest of Manyo
- 19?? Sonatine on the Themes of the Beatles